# جی.اس. مدالا
جی. اس. مدالا (انگلیسی: G. S. Maddala; ۲۱ مهٔ ۱۹۳۳ – ۴ ژوئن ۱۹۹۹) دانشمند در زمینه اقتصادسنجی اهل هند بود.
وی همچنین برندهٔ جوایزی همچون برنامه فولبرایت شده‌است.